# 이리니
이리니 또는 아테네의 이리니(그리스어: Ειρήνη η Αθηναία, 752년 경 - 803년 8월 9일)는 797년부터 802년까지 동로마 제국을 다스렸던 여제였다. 레온 4세의 황후였고 어린 아들 콘스탄티노스 6세의 섭정이었다가 아들의 눈알을 뽑고 퇴위시킨 후 단독으로 제위에 올랐다. 성상파괴령을 철회하고 성상 공경을 부활시켰다.

## 생애

### 어린 시절과 권력 장악
이리니는 아테네 출신으로 집안과 조상에 대하여는 알려져 있지 않지만 매우 아름다웠다고 한다. 콘스탄티누스 코프로니무스 황제가 발탁하여 궁정으로 데려와 769년 자신의 아들인 레온과 결혼시켰다. 레온 4세가 제위에 올랐을 때 그녀는 남편을 통해서만 국정에 개입했고 별 존재감이 없었다. 그러나 레온이 점점 건강이 나빠지자 그녀는 조금씩 영향력을 키웠으며 780년 남편이 죽자 10살짜리 아들 콘스탄티노스 6세를 대신하여 제국을 통치하는 섭정이 되었다.
그러나 그녀는 여자로서 최초로 제위에 올랐고 성상옹호론자였으므로 성상파괴주의자들이 많은 아나톨리아의 군대는 폭동을 일으키고 레오의 동생을 황제로 추대했다. 반란은 곧 진압되었지만 이리니는 이를 기회로 군대 내의 반대파를 대대적으로 숙청했다. 그러나 이 숙청의 결과 군대는 약해졌고 황제에 대한 충성심도 사라졌다. 시칠리아 총독이 독립을 선언하고 제국에서 떨어져 나갔다가 결국 무슬림에게 정복되었고 782년 이슬람의 10만 대군이 쳐들어오자 값비싼 조공을 바치는 조건으로 강화를 맺었다. 그리스에서는 슬라브족에게 승리하였다.

### 성상 옹호
이리니는 적극적으로 성상을 존중하는 입장이었다. 자신의 권력기반이 안정화 되자 그녀는 자신의 신념대로 교회정책을 밀고 나갔다. 784년 성상파괴론자인 콘스탄티노폴리스 총대주교가 물러나자 자신의 심복을 그 자리에 임명하였고 로마 교회와의 관계를 개선해 나갔다. 교황 하드리아노 1세와의 서신교환을 통해 관계를 회복하고 786년 로마와 동방의 교구들이 모여 공의회를 열었다. 그러나 성상파괴론자들이 이 공의회를 군대를 동원하여 해산시켰다. 이레네는 이듬해 9월 니케아에서 다시 공의회를 열었는데 이것이 제2차 니케아 공의회로 세계공의회로서는 일곱 번째 공의회가 된다. 이 공의회에서는 성상파괴론을 이단으로 규정하고 성상을 단순한 흠모의 대상에서 경배하는 대상으로 끌어올렸다.

### 비정한 어머니
이리니의 섭정기간 동안 콘스탄티누스 6세는 어머니의 허수아비일 뿐이었다. 이레네는 아들이 성인이 되었음에도 불구하고 섭정을 계속하고 권력을 놓지 않았고 오히려 자신의 이름을 아들 황제의 이름 앞에 놓는 법령을 반포하여 아들의 반감을 샀다. 성상파괴론자들은 콘스탄티누스를 중심으로 뭉쳐서 이레네에 대한 반란을 꾀했으나 이레네에게 발각되었고 이리니는 콘스탄티누스를 투옥하고 군대 전체가 자신에게 충성할 것을 맹세하게 했다.
그러나 성상파괴론자가 많았던 소아시아의 군대는 이에 반발하여 폭동을 일으키고 콘스탄티노폴리스로 진격하여 감옥에 있는 콘스탄티누스를 풀어주고 이레네를 황궁에 감금시켰다. 그러나 콘스탄티누스는 잇달은 대외정책의 실패로 인기를 잃었고 792년에 이리니는 다시 복위되었다. 복위된 이후 이리니는 끊임없이 아들의 입지를 약화시키는 데 주력했다. 797년 봄 콘스탄티누스가 사라센 원정을 떠날 때 이레네는 계략을 세워 사라센군이 철군했다고 황제를 속여 군대를 철수하게 했는데 이로써 황제는 겁쟁이라는 오명을 얻었다. 그해 6월에 이리니는 황제를 체포하려 했으나 실패하였고 황제는 보스포루스 해협을 간신히 건너 도망쳤다. 그러나 이리니는 결국 아들을 콘스탄티노폴리스로 붙잡아 오는 데 성공하고 8월 15일 오후 3시 황궁에서 아들 콘스탄티누스의 두 눈알을 뽑아버렸다. 콘스탄티누스가 언제 죽었는지는 알려져 있지 많지만 매우 잔인한 방법으로 눈을 뽑아버려서 곧 죽었을 것으로 추정된다. 기록에 따르면 이러한 비정한 행위에 신이 분노하여 17일 동안 하늘이 어두워졌다고 한다.

### 서방 황제의 등장과 몰락
콘스탄티누스 6세가 후계자 없이 폐위되자 이리니는 단독 통치자가 되어 제국을 통치했다. 그러나 주요 자문관인 두 환관이 서로 다투었고 굴욕적인 대외정책과 아들의 잔인한 살해로 그녀는 백성들의 인기를 잃었다. 세금을 대폭 감면하여 인기를 얻으려했지만 그마져도 실패했다.
한편 서방에서는 800년 성탄절에 로마의 성 베드로 대성당에서 교황 레오 3세가 프랑크 왕국의 샤를마뉴에게 제관을 수여하고 ‘로마의 황제’라는 칭호를 부여하는 사건이 일어났다. 전부터 교황은 동로마 제국을 대신할 세력으로 아리우스파가 아닌 정통 가톨릭으로 개종한 프랑크 왕국과 가까이 지냈고 샤를의 아버지 피핀은 롬바르드족을 몰아내고 교황에게 영토를 기증하여 그 관계가 더욱 깊어졌다. 그러던 차에 교황 레오 3세가 로마에서 정적들에게 피습까지 당하고 권력이 불안해지자 프랑크 왕국의 샤를에게 도움을 요청하였고 샤를은 이 로마로 와서 교황을 도와주고 제관을 받은 것이다. 교황은 아들까지 죽인 여제(女帝) 이리니를 황제로 인정하지 않았고 교황의 입장에서 보면 황제가 없는 상황이었다. 이러한 상황에서 교황의 권위를 세우기 위해 중세의 가장 큰 사기문서인 〈콘스탄티누스의 기증〉(교황청이 만든 조작문서)을 근거로 세우고 교황이 새로운 황제를 만들어 낸 것이다. 이로써 동로마 제국과 로마 황제는 ‘로마 권력의 유일한 계승자’라는 권위와 ‘제1의 기독교 제국’이라는 권위에 손상을 입었다.
제위에 오른 샤를은 서방 뿐만 아니라 동방 제국의 황제까지 되려는 의도에서 여제 이리니에게 청혼하였다. 제국 내에서 자신의 지위가 점점 약해지고 있던 이리니는 이를 받아들이려고 했지만 콘스탄티노폴리스의 시민들은 글자도 모르는 프랑크족 야만인에게 영광스러운 로마 제국의 제위를 수여한다는 생각조차 하지 않았다. 이리니에 대한 반감은 점점 노골적이 되었고 802년 10월 황궁에서 고위 관리들의 반란이 일어나 이리니는 제위에서 쫓겨나고 레스보스 섬으로 유배되었다. 이리니는 유배지에서 이듬해 죽었다.
| 전임 콘스탄티노스 6세 (780 - 797) | 동로마 제국의 여제 797년 - 802년 | 후임 니키포로스 1세 (802 - 811) |